# Skip Homeier

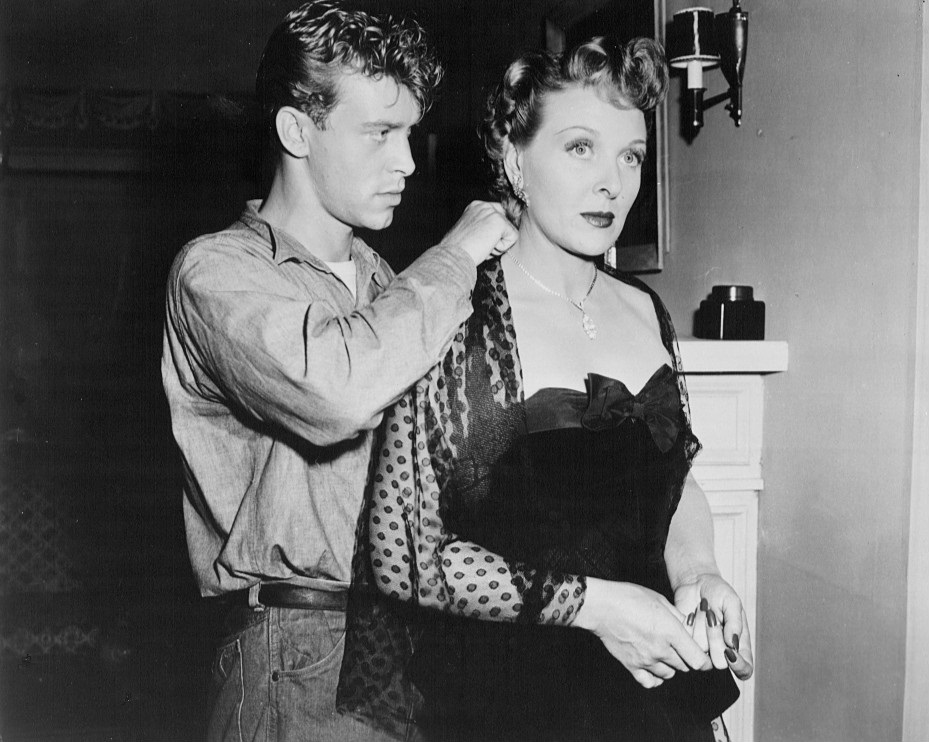
Homeier y Evelyn Ankers en el capítulo de General Electric Theater "The Hunted" (1954)

Skip Homeier (5 de octubre de 1930 – 25 de junio de 2017) fue un actor teatral, cinematográfico y televisivo de nacionalidad estadounidense.

## Biografía

### Inicios
Su nombre completo era George Vincent Homeier, y nació en Chicago, Illinois. Se inició a los seis años de edad como actor radiofónico, utilizando el nombre artístico de Skippy Homeier. A los 11 años actuó en el show radiofónico Portia Faces Life, y hacía anuncios comerciales en los shows The O'Neills y Against the Storm. En 1942 formó parte del reparto de Wheatena Playhouse y We, the Abbotts. Entre 1943 y 1944 fue Emil en la obra teatral y en la película Tomorrow, the World!, siendo muy alabada su actuación junto a Fredric March y Betty Field.

### Carrera como adulto
Homeier cambió su nombre artístico al cumplir 18 años de edad, pasando de Skippy a Skip. Cursó estudios en la Universidad de California en Los Ángeles.
Aunque Homeier trabajó con frecuencia hasta su adolescencia, no llegó a ser una gran estrella. Sin embargo, fue capaz de superar la transición de actor infantil a adulto, especializándose en interpretar a jóvenes delincuentes, personajes comunes en las películas de Hollywood de los años 1950.
También supo encarnar a fuertes personajes de carácter en filmes bélicos como Halls of Montezuma (1950), A bayoneta calada (1951, de Samuel Fuller) y Beachhead (1954).
En 1954 fue actor invitado en un episodio del drama legal de la NBC Justice, basado en historias reales. Más adelante fue escogido para actuar en una entrega de la serie western de Steve McQueen Randall, el justiciero, producida por CBS. 
Actuó en 1955 en un episodio de Alfred Hitchcock presenta junto a Joanne Woodward, el titulado "Momentum". Además, fue Kading en una entrega de la serie de la NBC Jefferson Drum ("The Post", 1958), que protagonizaba Jeff Richards. En 1959 encarnó a Lucky en el episodio de Rawhide Incident of the Blue Fire. Al año siguiente trabajó en un episodio de The Rifleman, The Spoiler, con el papel de Brud Evans. Después, desde 1960 a 1961, fue el protagonista de la serie dramática criminal Dan Raven, en la cual diferentes estrellas actuaban como ellas mismas. La serie tuvo un total de trece episodios. En el verano de 1961 aparecía en un episodio de The Asphalt Jungle, y ese mismo año volvía a actuar en Rawhide ("Incident of the Long Shakedown"). Homeier también actuó dos veces en Perry Mason, en "The Case of the Pathetic Patient" y en "The Case of the Silent Six". En el capítulo de The Addams Family "Halloween With The Addams Family" (1964), actuó junto a Don Rickles. Ese mismo año fue el Dr. Clinton en el episodio de The Outer Limits "Expanding Human".
Otro papel de Homeier fue el de Doc Holliday en el capítulo de 1964 "The Quiet and the Fury", de la serie de antología Death Valley Days, presentada por Stanley Andrews. En la emisión también actuaba Grace Lee Whitney. Otro capítulo de la serie en el que trabajó fue "Fighting Sky Pilot" (1965), presentado por Ronald Reagan, y en el que trabajaba Carol Brewster.
Homeier actuó también en el film The Ghost and Mr. Chicken (1966), con Don Knotts, y trabajó en las cuatro series de ciencia ficción de Irwin Allen emitidas en los años 1960. También participó en dos episodios de Star Trek: la serie original, "Por medio de la fuerza" (1968) y "The Way to Eden" (1969). Uno de sus últimos papeles llegó con el telefilm The Wild Wild West Revisited (1979). 

### Vida personal
Retirado de la actuación a los cincuenta años de edad, Homeier falleció el 25 de junio de 2017, a los 86 años de edad, a causa de una mielopatía en su casa en Indian Wells, California. Le sobrevivió su esposa, Della, así como sus hijos Peter y Michael, fruto de su primer matrimonio con Nancy Van Noorden Field (1951-1962).

## Filmografía

### Cine
- 1944 : Tomorrow, the World!, de Leslie Fenton
- 1946 : Boys' Ranch, de Roy Rowland
- 1948 : Arthur Takes Over, de Malcolm St. Clair
- 1948 : Mickey, de Ralph Murphy
- 1949 : The Big Cat, de Phil Karlson
- 1950 : The Gunfighter, de Henry King
- 1950 : Halls of Montezuma, de Lewis Milestone
- 1951 : Sealed Cargo, de Alfred L. Werker
- 1951 : A bayoneta calada, de Samuel Fuller
- 1952 : ¡Vaya par de marinos!, de Hal Walker
- 1952 : Has Anybody Seen My Gal, de Douglas Sirk
- 1953 : The Last Posse, de Alfred L. Werker
- 1954 : Beachhead, de Stuart Heisler
- 1954 : The Lone Gun, de Ray Nazarro
- 1954 : Dawn at Socorro, de George Sherman
- 1954 : Black Widow, de Nunnally Johnson
- 1954 : Cry Vengeance, de Mark Stevens
- 1955 : Ten Wanted Men, de H. Bruce Humberstone
- 1955 : The Road to Denver, de Joseph Kane
- 1955 : At Gunpoint, de Alfred L. Werker
- 1956 : Stranger at My Door, de William Witney
- 1956 : Dakota Incident, de Lewis R. Foster
- 1956 : Thunder Over Arizona, de Joseph Kane
- 1956 : The Burning Hills, de Stuart Heisler
- 1956 : Between Heaven and Hell, de Richard Fleischer
- 1957 : No Road Back, de Montgomery Tully
- 1957 : Los cautivos, de Budd Boetticher
- 1958 : Day of the Badman, de Harry Keller
- 1959 : Plunderers of Painted Flats, de Albert C. Gannaway
- 1960 : Comanche Station, de Budd Boetticher
- 1962 : Stark Fear, de Ned Hockman
- 1963 : Showdown, de R. G. Springsteen
- 1964 : Bullet for a Badman, de R. G. Springsteen
- 1966 : The Ghost and Mr. Chicken, de Alan Rafkin
- 1970 : Tiger by the Tail, de R. G. Springsteen
- 1973 : Starbird and Sweet William, de Jack B. Hively
- 1977 : The Greatest, de Tom Gries
- 1982 : Showdown at Eagle Gap, de William Witney

### Televisión
- 1950 : The Silver Theatre (serie TV), un episodio
- 1951-1954 : Armstrong Circle Theatre (serie TV), 2 episodios
- 1951-1955 : Robert Montgomery Presents (serie TV), 4 episodios
- 1951-1956 : Lux Video Theatre (serie TV), 5 episodios
- 1952-1955 : Schlitz Playhouse of Stars(serie TV), 6 episodios
- 1952-1958 : Studio One (serie TV), 7 episodios
- 1952 : Suspense (serie de televisión) (serie TV), un episodio
- 1953 : General Electric Theater (serie TV), 2 episodios
- 1954 : The Public Defender (serie TV), un episodio
- 1954 : Justice (serie TV), 2 episodios
- 1954 : Waterfront (serie TV), un episodio
- 1955-1956 : Science Fiction Theatre (serie TV), 3 episodios
- 1955-1958 : Climax! (serie TV), 4 episodios
- 1955 : Treasury Men in Action (serie TV), un episodio
- 1956-1958 : Alfred Hitchcock presenta (serie TV), 2 episodios
- 1956 : Studio 57 (serie TV), un episodio
- 1956 : Cavalcade of America (serie TV), un episodio
- 1957-1958 : Kraft Television Theatre (serie TV), 2 episodios
- 1957 : Matinee Theatre (serie TV), un episodio
- 1957 : Zane Grey Theater (serie TV), un episodio
- 1957 : The Alcoa Hour (serie TV), un episodio
- 1958-1971 : Walt Disney anthology television series (serie TV), 6 episodios
- 1958 : Playhouse 90 (serie TV), un episodio
- 1958 : The Millionaire (serie TV), un episodio
- 1958 : Target (serie TV), 2 episodios
- 1958 : Jefferson Drum (serie TV), un episodio
- 1944 : Randall, el justiciero ( serie TV), un episodio (1958)
- 1959-1965 : Rawhide (serie TV), 3 episodios
- 1959 : Westinghouse Desilu Playhouse (serie TV), un episodio
- 1959 : Alcoa Presents: One Step Beyond (serie TV), un episodio
- 1959 : Lawman (serie TV), un episodio
- 1959 : The Deputy (serie TV), un episodio
- 1959 : Wichita Town (serie TV), un episodio
- 1960-1964 : Insight (serie TV), 2 episodios
- 1960 : Letter to Loretta (serie TV), un episodio
- 1960 : The Rifleman (serie TV), un episodio
- 1960 : Outlaws (serie TV), un episodio
- 1960 : Dan Raven (serie TV), 13 episodios
- 1961-1965 : Perry Mason (serie TV), 2 episodios
- 1961 : The Asphalt Jungle (serie TV), un episodio
- 1961 : Adventures in Paradise (serie TV), un episodio
- 1961 : Follow the Sun (serie TV), un episodio
- 1962 : Frontier Circus (serie TV), un episodio
- 1963-1967 : Combat! (serie TV), 3 episodios
- 1963-1969 : El virginiano (serie TV), 4 episodios
- 1963 : The DuPont Show of the Week (serie TV), un episodio
- 1964-1965 : Death Valley Days (serie TV), 2 episodios
- 1964 : Wagon Train (serie TV), un episodio
- 1964 : The Great Adventure (serie TV), un episodio
- 1964 : The Defenders (serie TV), un episodio
- 1964 : Suspense (serie TV), un episodio
- 1964 : The Outer Limits (serie TV), un episodio
- 1964 : The Addams Family (serie TV), un episodio
- 1965-1968 : Viaje al fondo del mar (serie TV), 3 episodios
- 1965 : Branded (serie TV), un episodio
- 1966-1970 : Lassie (serie TV), 4 episodios
- 1966 : Burke's Law (serie TV), 2 episodios
- 1966 : El Llanero Solitario (serie TV), 2 episodios
- 1966 : Bonanza (serie TV), un episodio
- 1966 : Run for Your Life (serie TV), un episodio
- 1966 : Shane (serie TV), un episodio
- 1966 : Iron Horse (serie TV), un episodio
- 1968-1969 : Star Trek: la serie original (serie TV), 2 episodios
- 1968 : Garrison's Gorillas (serie TV), un episodio
- 1968 : Misión imposible (serie TV), un episodio
- 1968 : The Felony Squad (serie TV), un episodio
- 1969 : My Friend Tony (serie TV), un episodio
- 1969 : Ironside (serie TV), un episodio
- 1969 : Mannix (serie TV), un episodio
- 1970-1971 : The Interns (serie TV), 24 episodios
- 1970 : Then Came Bronson (serie TV), un episodio
- 1970 : The Challenge (teleilm)
- 1971 : Owen Marshall, Counselor at Law (serie TV), un episodio
- 1971 : Longstreet (serie TV), un episodio
- 1972 : Sarge (serie TV), un episodio
- 1972 : Two for the Money (telefilm)
- 1972 : Ghost Story (serie TV), un episodio
- 1973 : Voyage of the Yes (telefilm)
- 1974 : La mujer policía (serie TV), un episodio
- 1974 : Movin' On (serie TV), un episodio
- 1976-1978 : The Bionic Woman (serie TV), 2 episodios
- 1976 : The Blue Knight (serie TV), un episodio
- 1976 : Helter Skelter (telefilm)
- 1977-1979 : Barnaby Jones (serie TV), 2 episodios
- 1977 : The Streets of San Francisco (serie TV), un episodio
- 1977 : Washington: Behind Closed Doors (miniserie)
- 1977 : The Six Million Dollar Man (serie TV), un episodio
- 1977-1980 : Vega$ (serie TV), 2 episodios
- 1978 : Project U.F.O. (serie TV), un episodio
- 1978 : Overboard (telefilm)
- 1979-1980 : La isla de la fantasía (serie TV), 2 episodios
- 1979-1982 : Quincy M.E. (serie TV), 2 episodios
- 1979 : How the West Was Won (serie TV), un episodio
- 1979 : The Incredible Hulk (serie TV), un episodio (1979)
- 1979 : The Wild Wild West Revisited (telefilm)